# NGC 1990
NGC 1990 (również LBN 940) – mgławica refleksyjna znajdująca się w gwiazdozbiorze Oriona. Odkrył ją William Herschel 1 lutego 1786 roku.